# ISO 3166-2:FK
Pour un article plus général, voir ISO 3166-2.
 (juillet 2024).

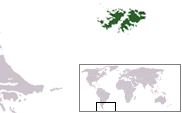
Les îles Malouines sur la carte du monde

ISO 3166-2:FK est l'entrée pour les Îles Malouines dans l'ISO 3166-2, qui fait partie du standard ISO 3166, publié par l'Organisation internationale de normalisation (ISO), et qui définit des codes pour les noms des principales administration territoriales (ex. : provinces ou États fédérés) pour tous les pays ayant un code ISO 3166-1.
Les Îles Malouines sont un territoire britannique d'outre-mer sous souveraineté du Royaume-Uni.
Actuellement aucun code ISO 3166-2 n'est défini pour les Îles Malouines.
Les Îles Malouines (en anglais : Falkland Islands) sont officiellement assignés au code ISO 3166-1 alpha-2 FK.